# Eriophorum virginicum
Eriophorum virginicum är en halvgräsart som beskrevs av Carl von Linné. Eriophorum virginicum ingår i släktet ängsullssläktet, och familjen halvgräs. Inga underarter finns listade i Catalogue of Life.